# Maurice Meslans
Maurice Meslans (Meaux, 27 février 1862 - Saint-Brieuc, 5 octobre 1938) est un pharmacien et chimiste français. Il fut l'élève d'Henri Moissan et l'un des pionniers de la chimie des composés organofluorés.